# کانگ دنیل
کانگ دنیل (به کره‌ای: 강다니엘، با نام تولد کانگ ای-گون [강의건]؛ زادهٔ ۱۰ دسامبر ۱۹۹۶) خواننده، ترانه‌سرا، بازیگر و کارآفرین اهل کره جنوبی است. او در اوایل سال ۲۰۱۷ به عنوان برنده مقام اول فصل دوم مجموعه رقابت واقع‌نمای Produce 101 به شهرت رسید. او عضو سابق گروه پسرانه وانا وان بود که از این برنامه به‌وجود آمد و در طول یک سال و نیم فعالیت خود، موفقیت‌های انتقادی و تجاری زیادی کسب کرد. او اکنون یک هنرمند تک‌خوان است. کانگ دنیل در سال ۲۰۲۲ در مجموعه تلویزیونی پلیس‌های تازه‌کار حضور داشته است.
کانگ پس از پایان فعالیت‌های وانا وان به صورت گروهی، پس از ۶ ماه وقفه از صنعت سرگرمی، خود مدیریت حرفه‌اش را بر عهده گرفت. او در اواسط سال ۲۰۱۹، آژانس خود را برای مدیریت فعالیت‌های آینده‌اش به عنوان یک تک‌خوان، تأسیس کرد و اولین آلبوم چندآهنگه خود را با عنوان Color on Me  منتشر کرد که یک موفقیت تجاری بود و در صدر جدول آلبوم گائون کره جنوبی قرار گرفت. آثار بعدی او از مجموعهٔ «رنگ» با عناوین Cyan و Magenta نیز در صدر جدول آلبوم گائون قرار گرفتند و قطعه اصلی آلبوم دوم، اولین تک‌آهنگ کانگ بود که در ۱۰ رتبه نخست کره جای گرفت. وی در سال ۲۰۱۹ شرکت کانکت اینترتینمنت را تأسیس کرد.